# Tephrina altaica
Tephrina altaica là một loài bướm đêm trong họ Geometridae.